# Pronoctua pyrophiloides
Pronoctua pyrophiloides là một loài bướm đêm trong họ Noctuidae.